# Santuario de Zeus Amón
El Santuario de Zeus Amón (en griego antiguo: Ἱερὸν τοῦ Ἄμμωνος Διός, romanizado: Hieron tū Ammōnos Dios) fue un antiguo santuario dedicado a Zeus Amón en la península de Palene (actual Kassandra) en Tracia, en la actual península de Calcídica en Grecia. Su yacimiento arqueológico se encuentra en el pueblo de Kallithea, en el municipio de Kassandra, en la costa oriental de la península de Kassandra.

## Historia
Fue uno de los santuarios más importantes de la Antigüedad en toda la actual península de Calcídica. Los primeros hallazgos en el yacimiento datan de principios de la Edad del Bronce. El sitio de culto posterior se originó a partir del santuario de Dioniso, construido en el período arcaico en la segunda mitad del siglo VII a. C., y estaba asociado con la cercana ciudad de Afitis.

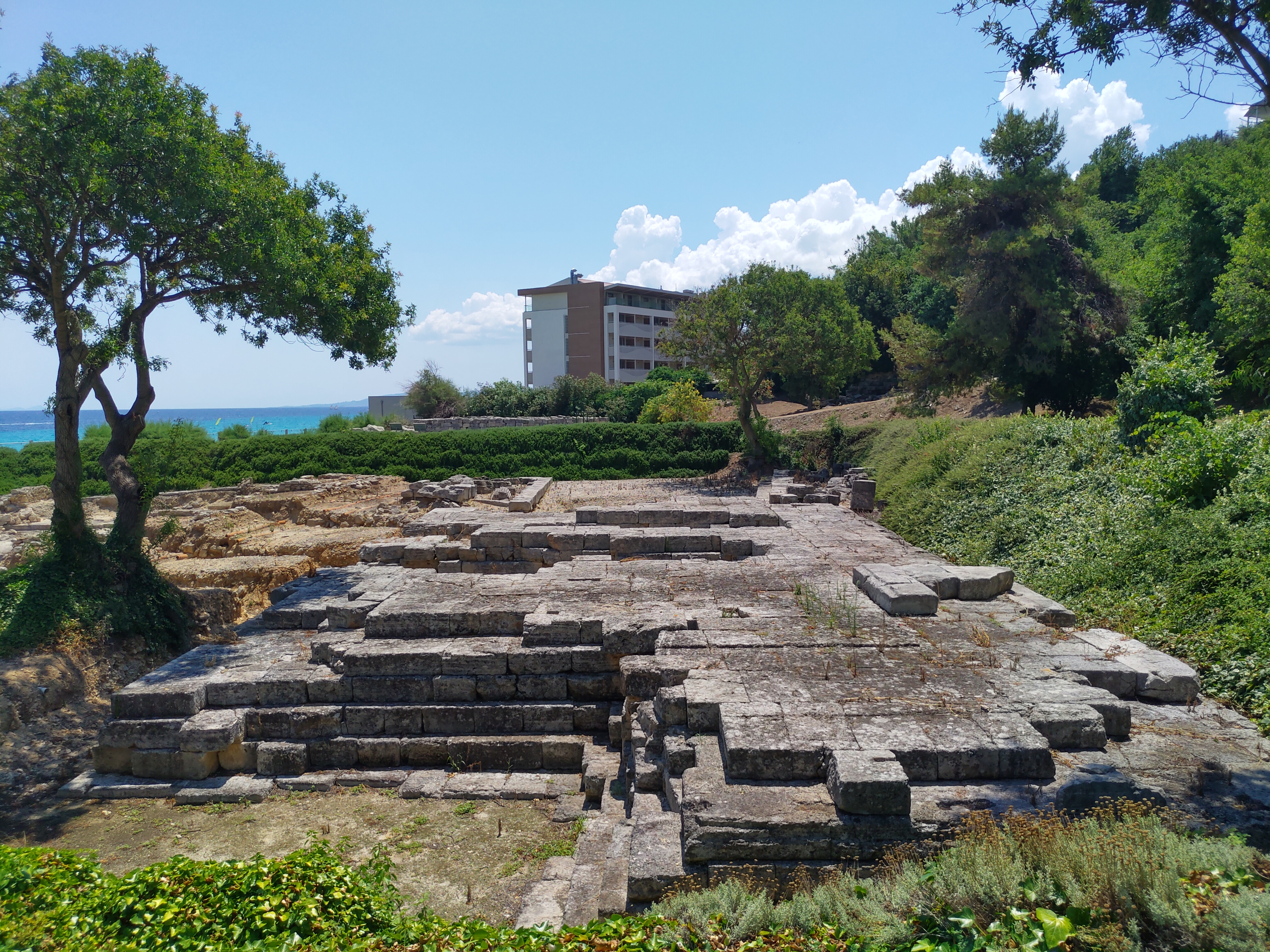
Restos del santuario.

El culto a Zeus Amón se basaba en el Oráculo de Amón cuyo centro estaba en el actual oasis de Siwa. El culto fue llevado a Grecia por los cireneos, que se habían familiarizado con él en Egipto. Era conocido, entre otras cosas, en Esparta, la ciudad madre de Cirene. Píndaro jugó un papel decisivo en la promoción del culto en Grecia, dedicando una oda a Zeus Amón.En Afitis, el culto a Zeus Amón comenzó en el período clásico, en el siglo IV a. C., cuando se construyó un altar en el lugar. El culto en Afitis fue introducido por el espartano Lisandro, que sitió la ciudad en el 403 a. C. Dijo que tuvo un sueño en el que Ammón le decía que pusiera fin al asedio. Después de esto, aconsejó a la gente del pueblo que construyeran un santuario. La ciudad-Estado de Afitis acuñó moneda con la imagen de Zeus Amón.
El templo de Zeus Amón en el área del santuario fue construido a finales del período clásico y período helenístico en el siglo III a. C., presumiblemente durante el reinado de Filipo II, Alejandro Magno o Casandro. El área era entonces parte del Reino de Macedonia. Alejandro Magno se consideraba hijo de Zeus Amón y visitó él mismo este oráculo en Siwa. Alrededor del año 360 a. C. el culto al dios sanador Asclepio también estuvo presente.
En el período romano en el siglo I a. C.. se construyó un nuevo y pequeño santuario en el lugar. Los santuarios fueron abandonados como muy tarde en el siglo III d. C. En el período paleocristiano, se construyó una iglesia basílica en el lugar y un monasterio bizantino en el siglo XI dedicado a San Panteleimon.

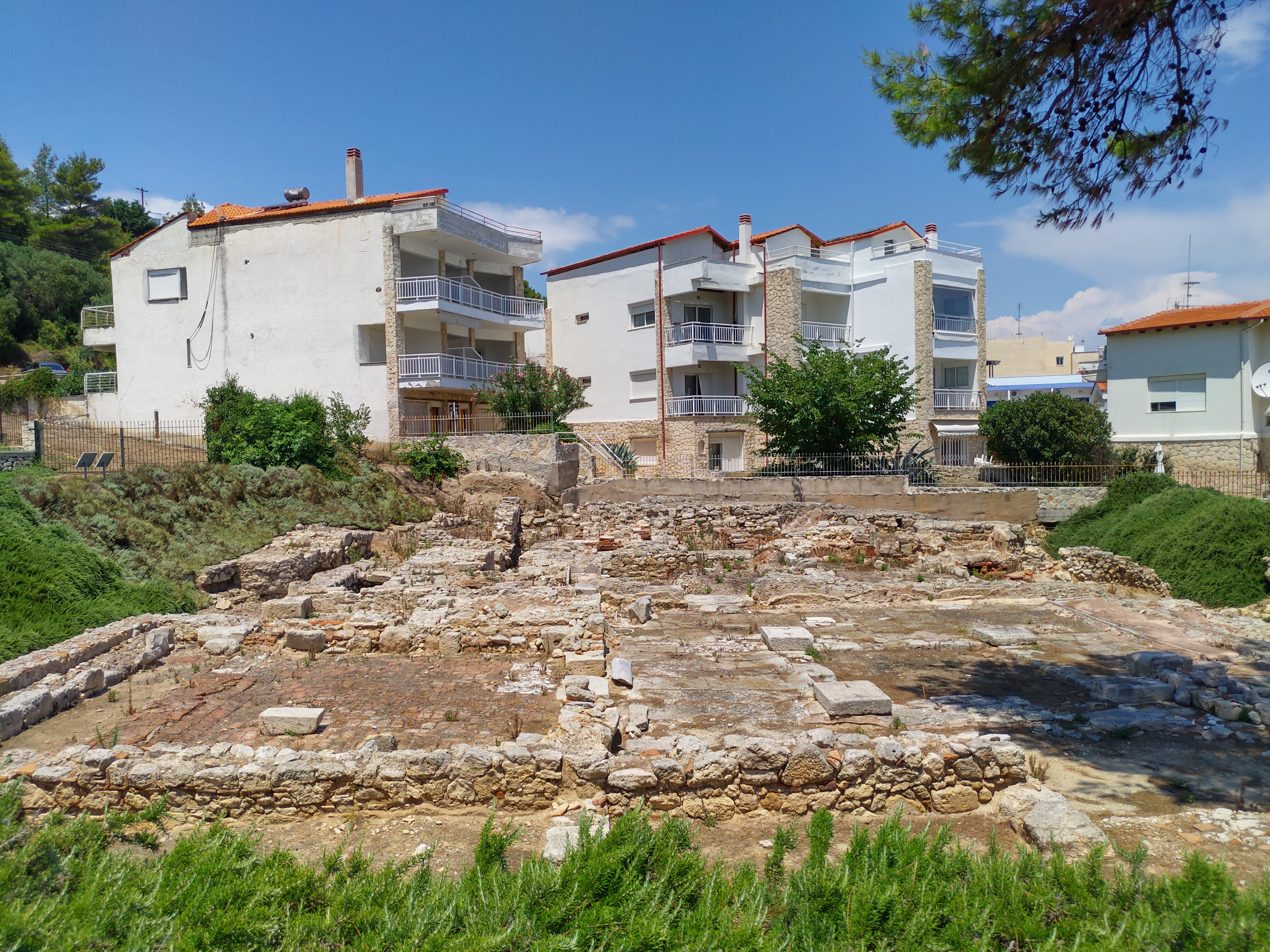
Ruinas de los baños.

El santuario fue descubierto en 1968 o 1969,  durante la construcción del hotel, y las excavaciones arqueológicas del yacimiento se llevaron a cabo entre 1969 y 1970.

## Edificios y hallazgos

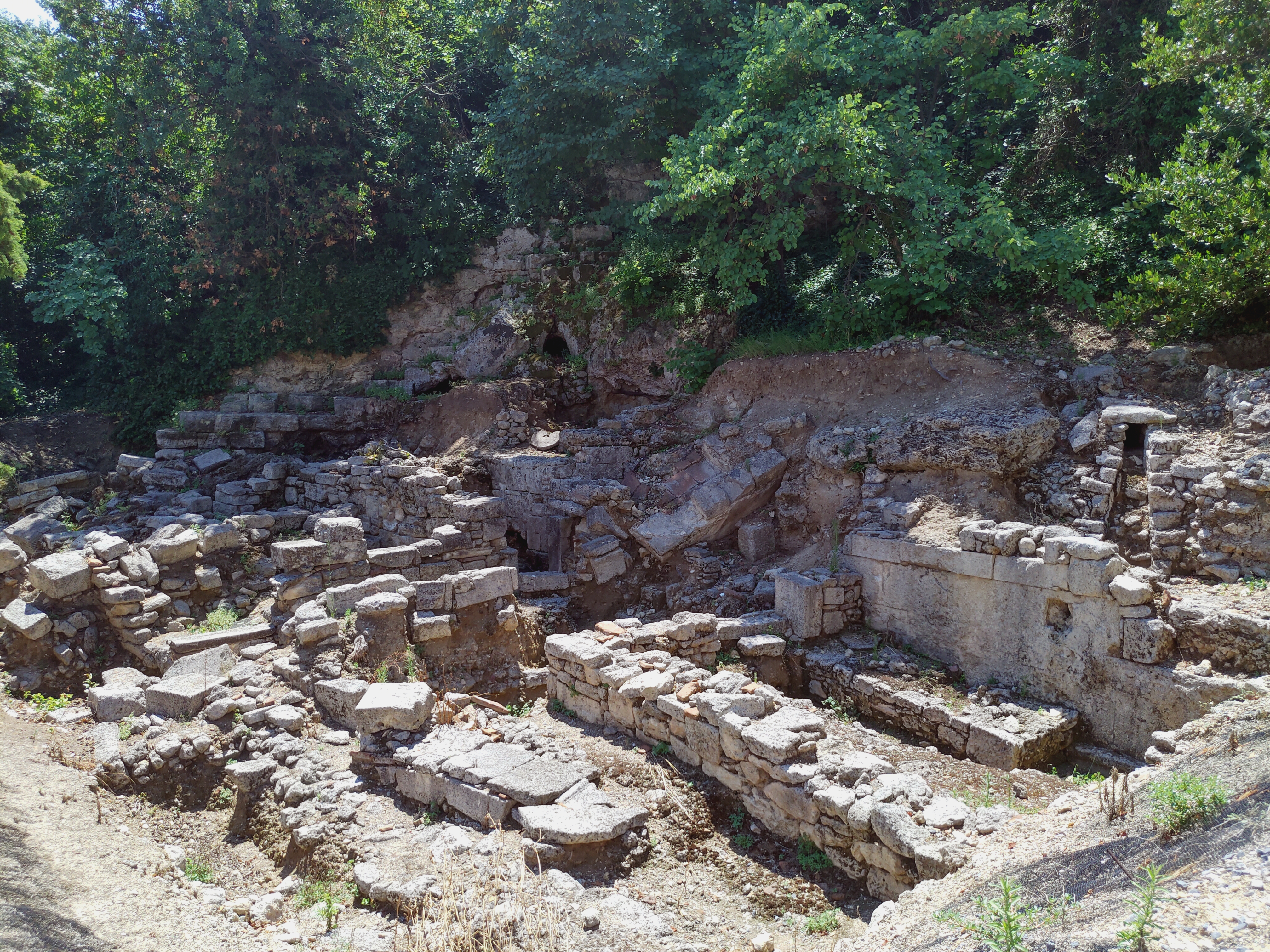
Ruinas del santuario de Dionisio.

El sitio arqueológico del santuario está ubicado cerca de la playa y los restaurantes de playa del actual pueblo de Kallithéa. Los edificios del área del santuario incluían el Templo de Zeus Amón; un santuario dedicado a Dioniso y las ninfas con sus cuevas y fuentes; y un edificio de baños dedicado a Asclepio. Los edificios estaban hechos de piedra caliza y eran de estilo dórico.
El templo de Zeus Amón fue construido en la llanura costera al norte del antiguo lugar de culto de Dioniso. Era un templo períptero con un techo de tejas de terracota. Al lado del templo se encontraba un altar ya construido.El templo ha sido identificado con la ayuda de una inscripción encontrada en el lugar, que menciona el nombre de Zeus Amón. El santuario de la época romana constaba de dos terraplenes en terrazas, que formaban una especie de tribuna para ceremonias de culto, y un pequeño altar situado entre ellos.  El lugar de culto de Asclepio con sus baños se encontraba al norte del templo de Zeus Amón.